# Zehren
Zehren ist ein Ortsteil der sächsischen Gemeinde Diera-Zehren im Landkreis Meißen. Seit dem Zusammenschluss der Gemeinden Diera und Zehren zur Gemeinde Diera-Zehren am 1. Januar 1999 ist Zehren der Hauptort des linkselbischen Gemeindeteils.

## Geographie

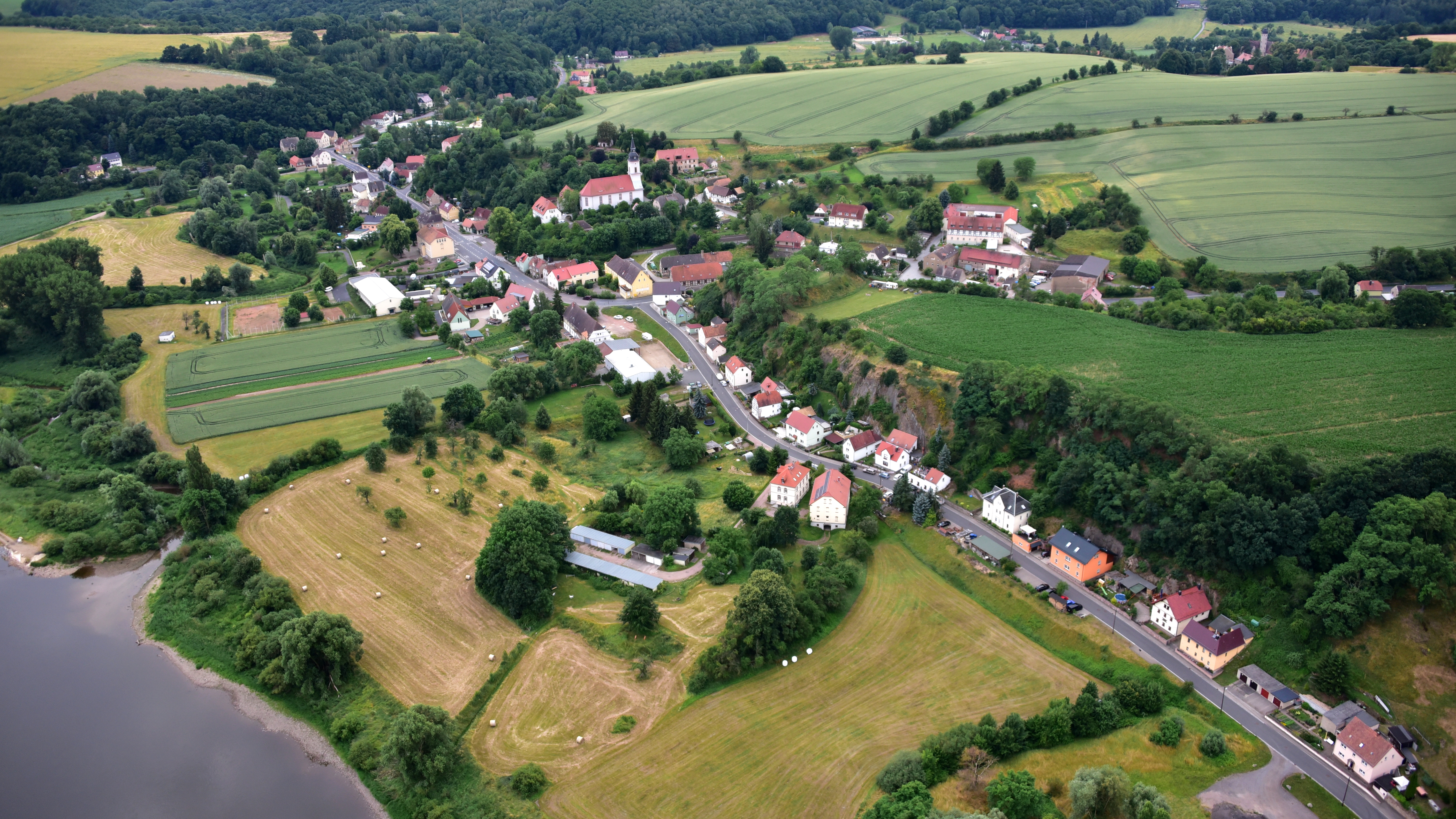
Zehren, Luftaufnahme (2017)

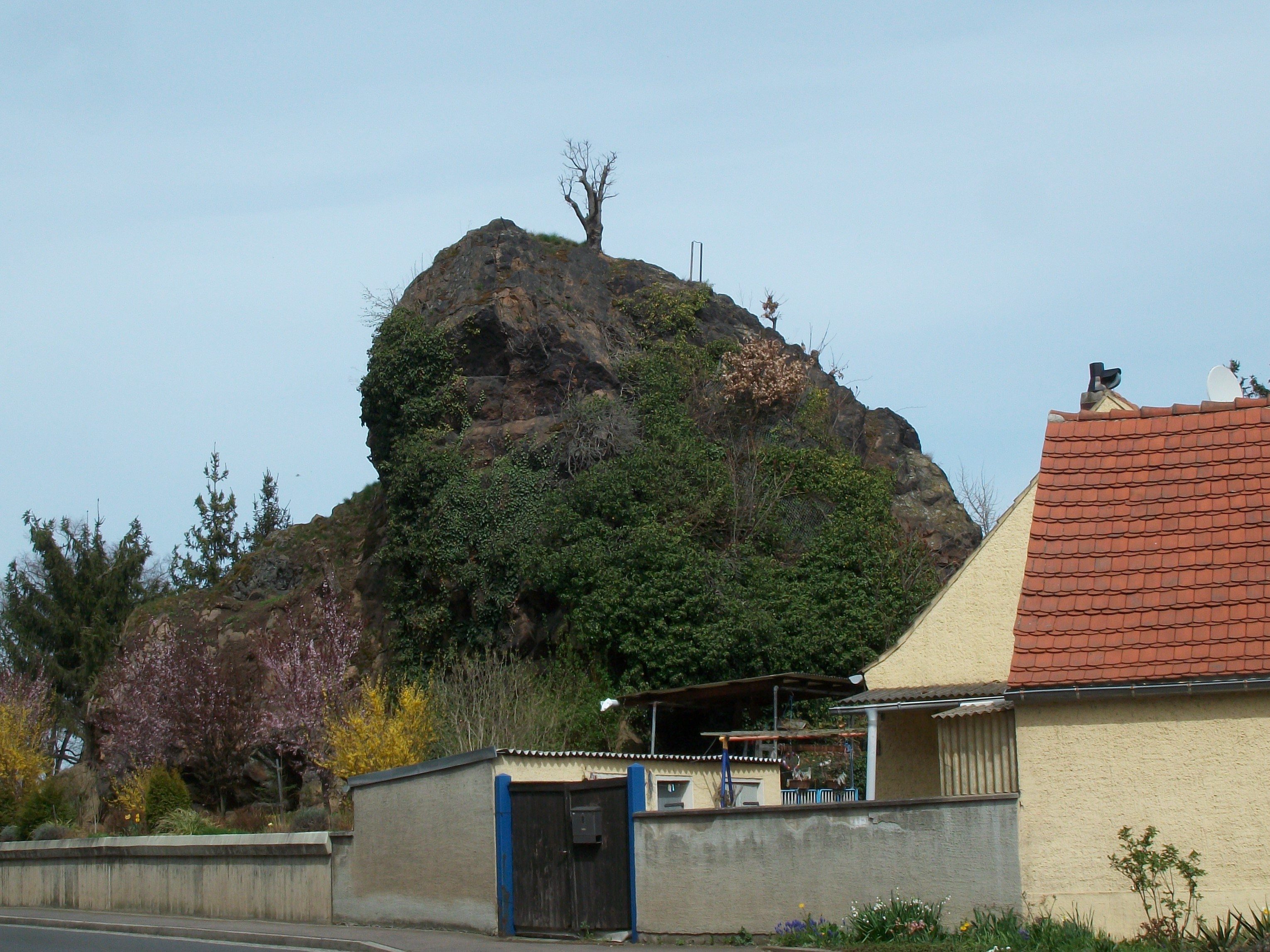
Napoleonfelsen in Zehren

### Geographische Lage und Verkehr
Zehren liegt in der Lommatzscher Pflege. Der Ort befindet sich links der Elbe an der Bundesstraße 6 von Meißen nach Riesa. Für deren Bau musste der in der Ortsmitte befindliche Felsen gesprengt werden. Der Volksmund sagte, dass diese Straße als Heerstraße für Napoleon angelegt wurde, weshalb der Felsen den Namen Napoleonfelsen erhielt. In Zehren zweigen die Staatsstraße 32 und die Kreisstraße 8071 von der Bundesstraße ab. Der Elberadweg führt durch Zehren.
Zehren wird meist als zentraler Ortsteil Diera-Zehrens genannt. Die umliegenden Böden werden hauptsächlich landwirtschaftlich genutzt. In Zehren münden der Zehrenbach und der Ketzerbach in die Elbe.

### Nachbarorte
| Obermuschütz, Ickowitz | Niedermuschütz                              |            |
| Schieritz              | Kompassrose, die auf Nachbargemeinden zeigt | Kleinzadel |
| Seilitz                | Seebschütz                                  | Mischwitz  |

## Geschichte

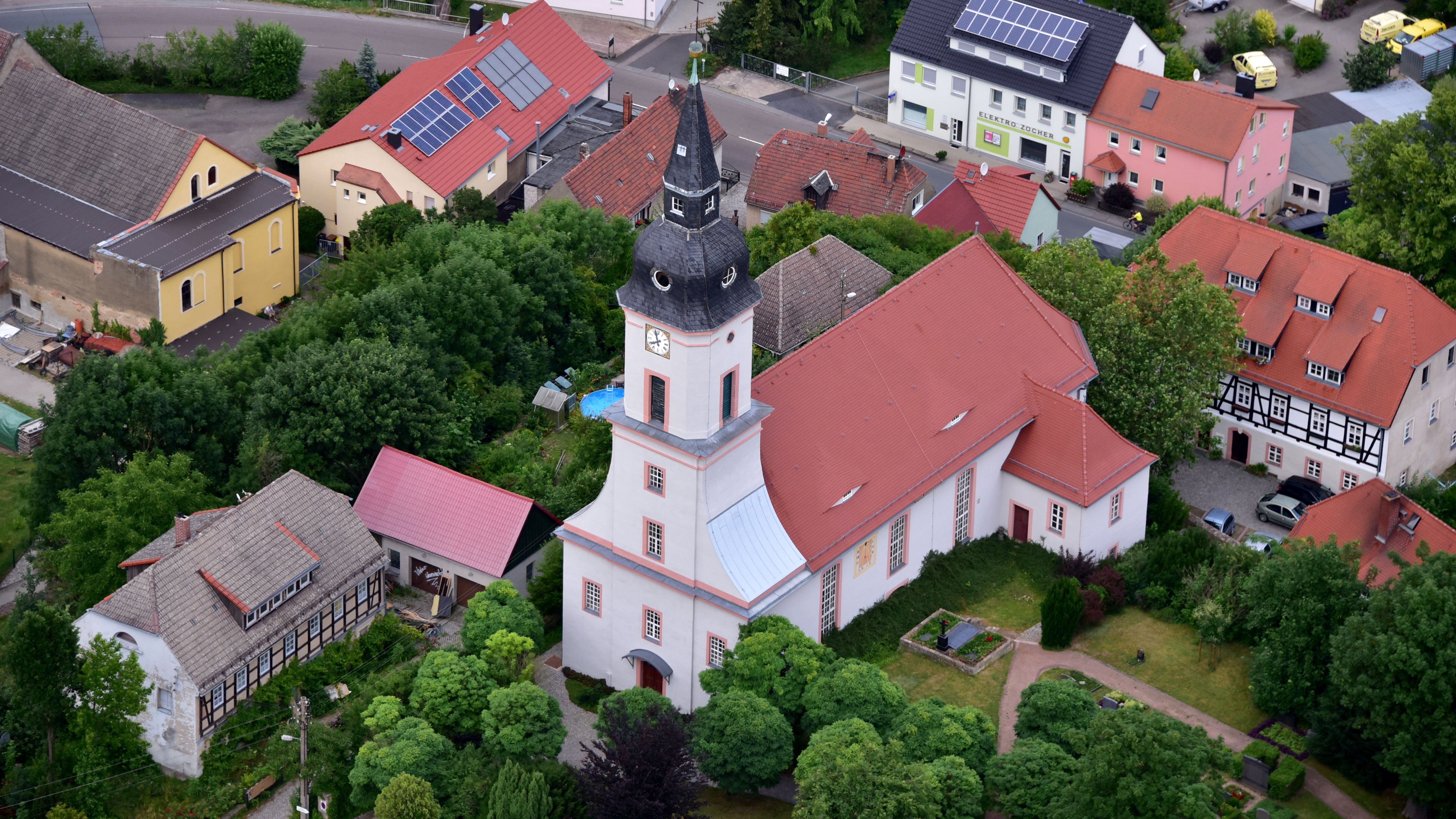
Zehren, St. Michaeliskirche, Luftaufnahme (2017)

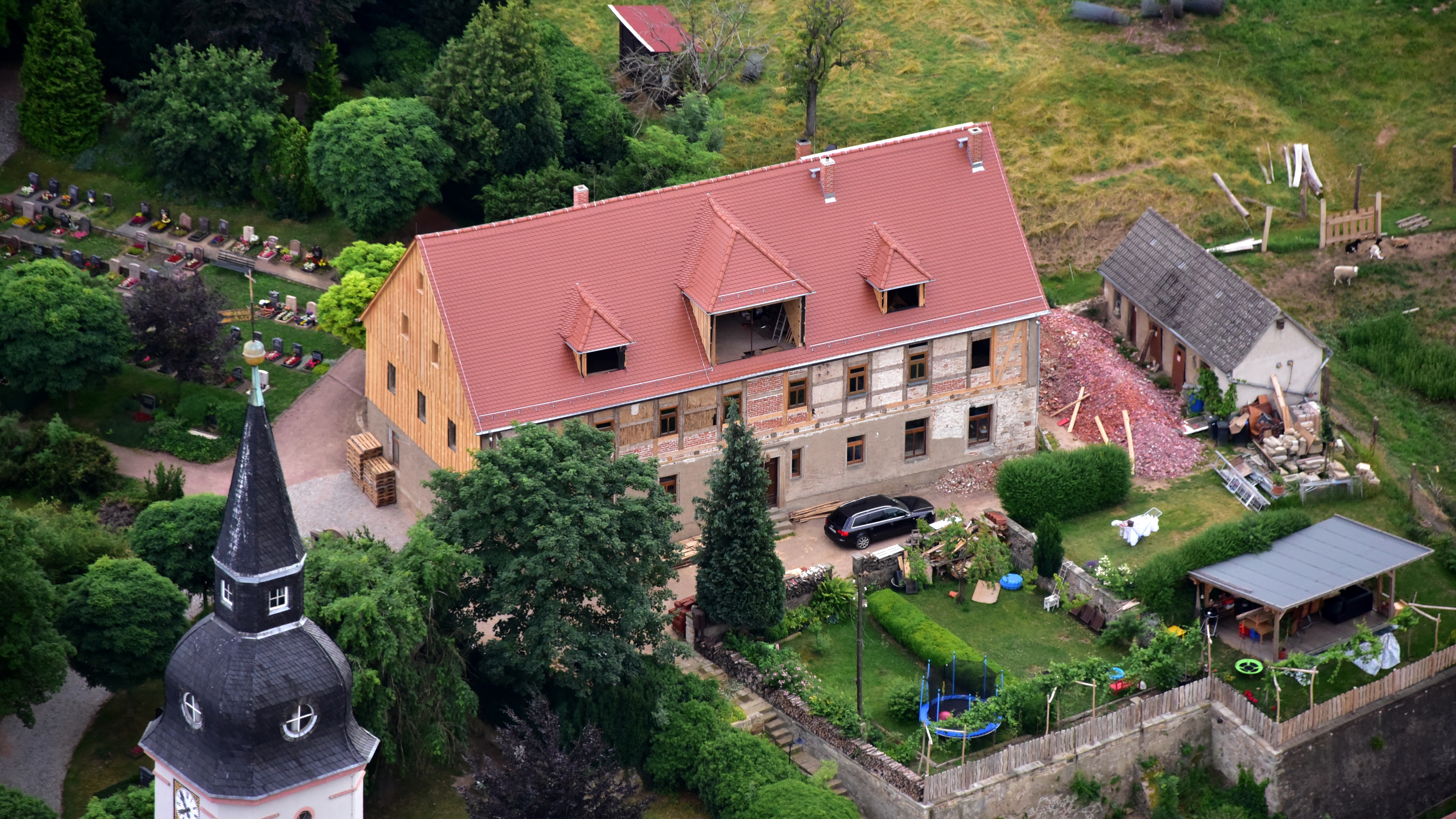
Alte Schule in Zehren

Das Gebiet von Zehren war bereits im 8. und 9. Jahrhundert von Slawen besiedelt. Davon zeugen die Reste der Wallburg Spitzhäuserwall südöstlich von Zehren. Die Wallanlage bei den Spitzhäusern gilt als Vorgänger der mittelalterlichen Burganlage auf dem Burgberg.
Der Ort Zehren wurde erstmals als Castellum Cirin (heutiger Burgberg Zehren) in der von 1012 bis 1018 geschriebenen Chronik des Bischofs Thietmar von Merseburg zu 1003 erwähnt. Bei dem im Jahr 1245 genannten Herrensitz handelt es sich vermutlich um die Spornburg zwischen dem Hochufer der Elbe und einem Bacheinschnitt am nördlichen Ortsrand von Zehren. Nach teilweiser Zerstörung durch Steinbrucharbeiten im Bereich der Burganlage ist heute lediglich noch der Hauptwall erkennbar. Im Jahr 1316 ist in Zehren ein Allodium erwähnt. Um 1378 war Zehren zum Castrum Meißen gehörig. Die Grundherrschaft übte ab 1696 das Rittergut Schieritz aus. Das Zentrum Zehrens bildet die 1756 bis 1785 erbaute St.-Michaelis-Kirche mit ihrer Kirchgemeinde, der die meisten umliegenden Orte angehören. Die Pfarrkirche von Zehren ist bereits um 1500 erwähnt.
Zehren gehörte bis ins 19. Jahrhundert zum kursächsischen bzw. königlich-sächsischen Erbamt Meißen. Bei den im 19. Jahrhundert im Königreich Sachsen durchgeführten Verwaltungsreformen wurden die Ämter aufgelöst. Dadurch kam Zehren im Jahr 1856 unter die Verwaltung des Gerichtsamts Meißen und 1875 an die neu gegründete Amtshauptmannschaft Meißen. Im Jahr 1900 betrug die Größe der Gemarkung 257 Hektar. Von 943 Einwohnern im Jahr 1925 waren 883 evangelisch-lutherisch, 22 katholisch sowie 38 konfessionslos.
Am 1. November 1935 wurden Keilbusch, Mischwitz, Nieder- und Obermuschütz, Schieritz, Seebschütz und Seilitz nach Zehren eingemeindet. Am 1. März 1974 folgte Wölkisch mit seinem Ortsteil Oberlommatzsch. In der DDR-Zeit waren in Zehren mehrere Industriebetriebe ansässig, z. B. die Ofenfabrik oder die Möbelfabrik (Raumkunst). Zudem besaß Zehren eine kleine Schiffswerft. Durch die Kreisreform 1952 wurde Zehren als eigenständige Gemeinde Teil des Kreises Meißen im Bezirk Dresden, der sich in der Nachwendezeit mehrmals vergrößerte.
1994 schlossen sich Zehren und Niederlommatzsch (mit den Ortsteilen Naundorf, Hebelei und Göhrisch) zusammen, am 1. Januar 1999 bildeten die Gemeinden Diera und Zehren die neue Gemeinde Diera-Zehren mit 21 Ortsteilen.

### Entwicklung der Einwohnerzahl
| Jahr | Einwohnerzahl                             |
| ---- | ----------------------------------------- |
| 1552 | 15 besessene Mann, 5 Häusler, 22 Inwohner |
| 1764 | 12 besessene Mann, 2 Gärtner, 22 Häusler  |
| 1834 | 314                                       |
| 1855 | 454                                       |
| 1871 | 491                                       |
| 1890 | 624                                       |
| 1910 | 884                                       |
| 1925 | 943                                       |

| Jahr  | Einwohnerzahl |
| ----- | ------------- |
| 1939  | 1954          |
| 1946  | 2197          |
| 1950  | 2189          |
| 1964  | 1870          |
| 1990  | 1697          |
| 20111 | 426           |
| 2019  | 377           |

1: Daten für Zehren ohne Ortsteile im Rahmen des Zensus 2011

## Sehenswürdigkeiten

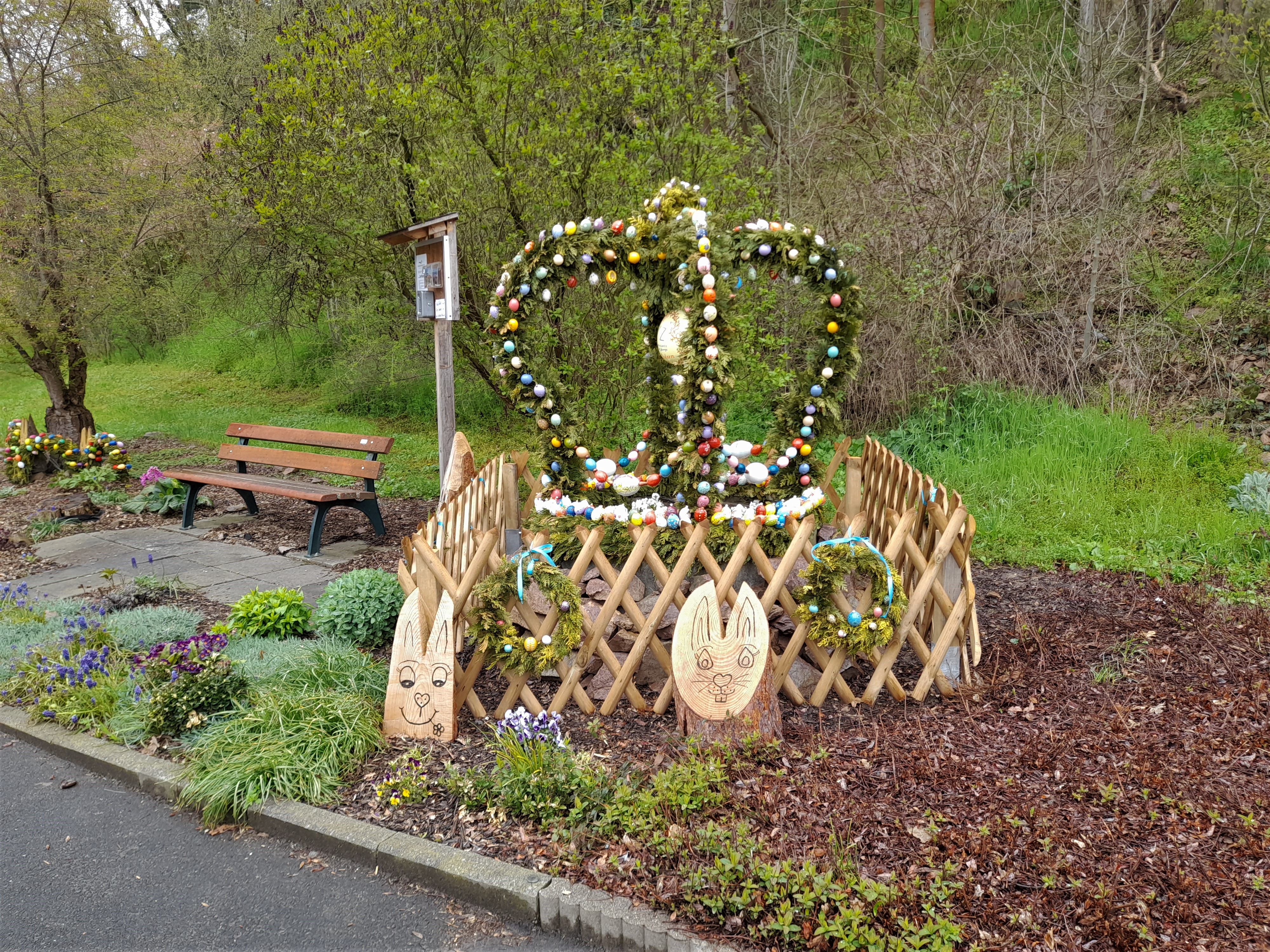
Osterbrunnen Zehren

- barocke Michaeliskirche Zehren
- Heimat- und Schulmuseum Zehren

## Persönlichkeiten
- Christoph Ludwig Fehre (1718–1772), Komponist und Organist